# Doblete
Na terminologia do futebol, um Doblete, ocorre quando um futebolista faz, no mesmo jogo, dois gols (golos), apesar de haver várias divergências quanto a um doblete válido. São computados os gols feitos no tempo regulamentar, acréscimos ou prorrogação, sendo apenas para alguns essa a condição de ser uma manita válida. Os gols de pênalti na disputa por pênaltis após o término da partida não são contados.
Em 2017, por exemplo, quando fez dois gols contra o Valencia, Lionel Messi anotou o seu 100º ‘doblete’ com a camisa do Barcelona.

## Dobletes contra
Um jogador marcar fazer um doblete contra, ou seja, anotar dois gols contra numa mesma partida é raro, mas já aconteceu, conforme relatado abaixo:
- 2009
  -  Kakha Kaladze - o georgiano Kaladze marcou dois gols contra na partida entre a seleção da Georgia e a da Itáia, válida pelas eliminatórias da Copa do Mundo de 2010.[4]

- 2011
  -  Goeber, da Cabofriense - O zagueiro chamou a atenção ao marcar dois gols contra num intervalo de quatro minutos, aos 27 e 31 do primeiro tempo, em disputa contra o [[Botafogo de Futebol e Regatas|Botafogo}}, que no fim venceu por 5 a 0.[5]

- 2013
  -  Jonathan Walters - Quando atuava pelo Stoke City, ele conseguiu uma proeza ainda pior. Além de ter marcado dois gols contra, o primeiro logo antes do intervalo e o segundo aos 17 minutos da etapa complementar, numa tentativa de se redimir, Walters assumiu a responsabilidade de cobrar um pênalti sofrido por sua equipe poucos minutos depois e chutou pra fora.[6]

- 2016
  -  Lucas Michel Mendes - atuando pelo El-Jaish, do Qatar, o zagueiro brasileiro marcou dois gols, e "ajudou" a sua equipe a ser derrotada por 2x1.[7]
  -  John McKenna - Marcou os dois gols da derrota de sua equipe (o Aberystwyth) por 2x0 para o Cardiff.[8]

- 2017
  -  Kim Joo-Young - Num amistoso de sua seleção contra a Russia, ele marcou dois gols contra em menos de dois minutos. O primeiro foi marcado apos um cruzamento para a área, que resvalou nele e entrou. Menos de dois minutos depois, ele tentou cortar o passe, após de uma grande jogada de Zhirkov e matou o goleiro Kim Seung-Gyu.[9]